# Microtus
El gènere Microtus és un grup d'arvicolins que es troba a Nord-amèrica i al nord d'Euràsia.
La llista completa d'espècies és la següent:
Subgènere Blanfordimys
- M. afghanus
- M. bucharensis
- M. yuldaschi

Subgènere Euarvicola
- M. agrestis
- M. lavernedii
- M. rozianus

Subgènere Hyrcanicola
- M. schelkovnikovi

Subgènere Iberomys
- M. cabrerae

Subgènere Microtus
- M. anatolicus
- M. arvalis
- M. cyrenae †
- M. dogramacii
- M. elbeyli
- M. guentheri
- M. hartingi
- M. ilaeus
- M. irani
- M. kermanensis
- M. mustersi
- M. mystacinus
- M. obscurus
- M. paradoxus
- M. qazvinensis
- M. rossiaemeridionalis
- M. schidlovskii
- M. socialis
- M. transcaspicus

Subgènere Mynomes
- M. breweri
- M. canicaudus
- M. montanus
- M. oregoni
- M. pennsylvanicus
- M. townsendii

Subgènere Pedomys
- M. ochrogaster

Subgènere Pitymys
- M. abbreviatus
- M. californicus
- M. chrotorrhinus
- M. drummondii
- M. dukecampbelli
- M. guatemalensis
- M. longicaudus
- M. mexicanus
- M. miurus
- M. mogollonensis
- M. oaxacensis
- M. pinetorum
- M. quasiater
- M. richardsoni
- M. umbrosus
- M. xanthognathus

Subgènere Terricola
- M. bavaricus
- M. brachycercus
- M. daghestanicus
- M. duodecimcostatus
- M. felteni
- M. fingeri
- M. gerbii
- M. liechtensteini
- M. lusitanicus
- M. majori
- M. multiplex
- M. nebrodensis
- M. savii
- M. subterraneus
- M. tatricus
- M. thomasi

Subgènere Tyrrhenicola †
- M. henseli †

Altres
- M. hyperboreus